# 毕彦君
毕彦君（1955年7月—），辽宁省鞍山市人，中国男演员、导演。现为国家一级演员。与著名女演员陈晓旭有过一段短暂的婚姻。

## 经历
- 1972年从中学入鞍山市话剧团。
- 1983年考入上海戏剧学院表演系。
- 1985年毕业后回到鞍山市话剧团。
- 1993年调至全国总工会文工团话剧团，担任演员。

## 电影
- 1986年《直奉大战》 饰 鹿钟麟
- 1988年《神龙特技队》 饰 李东
- 1992年《蒋筑英》 饰 罗肯
- 1995年《混在北京》饰 胡义
- 1996年《红发卡》饰 叶子衡
- 2005年《秋雨》 饰 何冀初
- 2008年《梅兰芳》饰梅雨田[2]
- 2009年《建国大业》饰罗隆基
- 2010年《孔子》饰卫灵公

## 电视
- 《西楚霸王》饰 张良
- 《九一八》饰 张学良
- 《苏东坡》担任副导演
- 《追日》担任执行导演
- 《长流不息》担任副导演
- 《长河入海》饰 王建设
- 1989年《人间芙蓉色》饰 吴海 担任副导演
- 1992年《三国演义》饰 李儒、杨修
- 1994年《天桥梦》饰贾阿哥
- 1995年《小井胡同》饰 查老大
- 1996年《琉璃厂传奇》饰 刘掌柜
- 1996年 《小井胡同》饰 査老大
- 2000年《大宅门》饰 白颖轩
- 2001年《警察世家》饰 周栓宝
- 2002年《绿萝花》饰安达
- 2002年《热血忠魂之独行侍卫》饰 赵光
- 2003年《延安颂》饰 王以哲
- 2003年《玉观音》饰 杨父
- 2004年《今生有约》饰 何启胜
- 2004年《绝胜天良》饰 金百良
- 2006年《王爷到》饰 四王爷
- 2006年《闯关东》饰 夏元璋
- 2006年《奋斗》饰 陆亚迅
- 2007年《大秦直道》饰 赵高
- 2007年《深瞳》饰 院长
- 2008年《望族》饰 王正德
- 2008年《所以》饰 叶父 [3]
- 2008年《故梦》饰 陆正波
- 2009年《雾里看花》饰 朱伯勤
- 2009年《血色沉香》饰 三叔
- 2010年《傻春》饰 赵宇初 [4]
- 2010年《有爱就有家》饰 何福生
- 2014年《下班抓紧谈恋爱》饰 许承恩
- 2015年《爱你一生》饰 曾长风[5]
- 2015年《两个女人的战争》饰 牛震根
- 2017年《热血军旗》饰 陈独秀(客串)
- 2017年《琅琊榜之风起长林》饰 荀白水
- 2019年《芝麻胡同》饰 喻老爷子
- 2019年《鼓楼外》
- 2020年《古董局中局之鉴墨寻瓷》饰 刘一鸣
- 2021年《觉醒年代》饰 辜鸿铭
- 2021年《功勋》饰
- 2022年《山河月明》饰 湯和(2018年电视剧,客串)
- 2022年《欢迎光临》饰 楊守儀
- 2022年《底線》饰 齊大爺
- 2022年《促醒者》饰 李秦和
- 2023年《情满九道弯》饰 杨父
- 2023年《战火中的青春》饰 张伯苓
- 2023年《铁马豪情的日子》(2019年拍攝)
- 2024年《我们的翻译官]》饰 高鹤年
- 2024年《庆余年2》 饰 赖名成(客串)
- 2024年《向前一步》 饰 门世清
- 待播《八千里路云和月》
- 待播《张謇》

## 话剧
- 《沸腾的群山》饰薛辉
- 《白卷先生》饰张铁生
- 《于无声处》饰 欧阳平
- 《最后一幕》饰 苏力
- 《一双绣花鞋》饰 沈兰
- 《少帅传奇》饰张学良
- 《夜幕下的哈尔滨》饰玉旨一郎
- 《冬天的故事》 饰 波西米亚国王
- 《情感操练》饰男人
- 《西望长安》饰唐石青